# Vilém VIII. z Jülichu
Vilém VIII. z Jülichu (asi 1380 – 22. listopad 1428) byl nejmladším synem Viléma VII. z Jülichu a Anny Falcké.
Spolu se svým bratrem Adolfem se vzbouřil proti svému otci, ale v roce 1404 se vzdal a získal otcův titul hraběte z Ravenbergu, který zastával až do své smrti v roce 1428.
V roce 1401 byl Vilém jmenován biskupem v Paderbornu. Jmenoval ho papež Bonifác IX., a to díky vlivu Vilémova strýce, krále Ruprechta. Vilémův starší bratr Ruprecht stejnou funkci zastával v letech 1389–1394. Stejně jako jeho strýc, král Ruprecht, byl také Vilém stoupencem římských papežů. Vilém vyvolal velké nepokoje svým církevním reformním úsilím a hádal se s Waldeckem z Lippe o svrchovanost Padebornu nad částí Lippe. Přes územní politické úspěchy Vilém čelil opozici a v roce 1414 se zřekl Padebornu. Pokusil se stát kolínským arcibiskupem, ale nepodařilo se mu zvítězit proti Dětřichovi z Moers, který také Viléma nahradil ve funkci biskupa z Padebornu. Vilém se oženil s Dětřichovou neteří, Adélou z Tecklenburgu, a stal se otcem nové linie vévodů z Jülich-Bergu a hrabat z Ravensbergu, když jeho bratr Adolf zemřel bez dědice. Vilém a Adéla jsou pohřbeni ve Stiftskirche v Bielefeldu.

## Rodina a potomci
19. února 1416 se Vilém oženil s Adélou z Tecklenburgu, dcerou Mikuláše II. z Tecklenburgu a Alžběty z Moers. Měli spolu jednoho syna:
1. Gerhard VII. z Jülichu